# Robert Newton
Robert Newton (Shaftesbury, 1 juni 1905 - Beverly Hills, 25 maart 1956) was een Brits acteur.

## Levensloop en carrière
Newton maakte begin jaren '20 zijn debuut in het theater. In de jaren 30 startte hij zijn filmcarrière en specialiseerde zich in ondersteunende bijrollen. Hij speelde meermaals samen met het koppel Charles Laughton-Elsa Lanchester en met het koppel Laurence Olivier-Vivien Leigh. Voorts verscheen hij naast onder meer Flora Robson, Anna Neagle en Rex Harrison.
Na de Tweede Wereldoorlog begon hij hoofdrollen te spelen en vertolkte dan zijn belangrijkste rollen. Vermeldenswaardig waren onder meer de film noir Odd Man Out (1947) naast James Mason, het drama Oliver Twist (1948) naast Alec Guinness en de misdaadfilm Obsession (1949).
In 1948 speelde hij voor het eerst mee in een Hollywoodproductie: in de film noir Kiss the Blood Off My Hands was hij te zien naast sterren als Burt Lancaster en Joan Fontaine. Gedegen vakmannen als onder meer Raoul Walsh, Lewis Milestone en William A. Wellman deden ook een beroep op hem.
De komische avonturenfilm Around the World in Eighty Days (1956) werd zijn laatste film.
In 1956 werd Newton getroffen door een hartaanval, waaraan hij overleed. Newton was driemaal gehuwd en had 4 kinderen.

## Filmografie (selectie)
- 1937 - Fire over England (William K. Howard)
- 1939 - Dead Men are Dangerous (Harold French)
- 1939 - Jamaica Inn (Alfred Hitchcock)
- 1940 - 21 Days (Basil Dean)
- 1940 - Gaslight (Thorold Dickinson)
- 1944 - This Happy Breed (David Lean)
- 1944 - Henry V (Laurence Olivier)
- 1946 - Night Boat to Dublin (Lawrence Huntington)
- 1947 - Odd Man Out (Carol Reed)
- 1948 - Oliver Twist (David Lean)
- 1948 - Kiss the Blood Off My Hands (Norman Foster)
- 1949 - Obsession (Edward Dmytryk)
- 1950 - Treasure Island (Byron Haskin)
- 1950 - Waterfront (Michael Anderson)
- 1951 - Soldiers Three (Tay Garnett)
- 1952 - Les Misérables (Lewis Milestone)
- 1952 - Blackbeard the Pirate (Raoul Walsh)
- 1953 - The Desert Rats (Robert Wise)
- 1954 - The High and the Mighty (William A. Wellman)
- 1954 - The Beachcomber (Muriel Box)
- 1956 - Around the World in Eighty Days (Michael Anderson)

- Bibsys: 90913959
- Biblioteca Nacional de España: XX1062892
- Bibliothèque nationale de France: cb140314627 (data)
- Catàleg d'autoritats de noms i títols de Catalunya: 981058517521506706
- Gemeinsame Normdatei: 13939169X
- International Standard Name Identifier: 0000 0000 8094 4642
- Library of Congress Control Number: no90012087
- Nationale Bibliotheek van Tsjechië: xx0185480
- Nationale bibliotheek van Australië: 35500943
- Nationale Bibliotheek van Israël: 987007425324005171
- Nederlandse Thesaurus van Auteursnamen: 340279435
- Istituto Centrale per il Catalogo Unico: UBOV485731
- SNAC: w64b6dmt
- Système universitaire de documentation: 058591966
- Trove: 975915
- Virtual International Authority File: 14972258
- WorldCat: E39PBJhMkQyQBW6WMFdmHC7j4q